# Singapore Botanic Gardens
Singapore Botanic Gardens är en botanisk trädgård i Singapore och den enda världsarvsklassade botaniska trädgården i världen. Den upptogs på Unesco:s världsarvslista 2015.